# Лівонський хрестовий похід
Лівонський хрестовий похід — у 1198—1290 роках серія військових походів європейських християн проти язичників Лівонії (сучасні Латвія та Естонія) з метою захисту лівонської церкви та християнізації краю. Складова так званих північних хрестових походів. Рушійною силою були хрестоносці (лицарі, духовенство, міщани) з Північної Німеччини, які заснували в Лівонії місто Ригу, створили Ризьке архієпископство та Орден мечоносців (згодом перетворений на Лівонський орден). Користуючись підтримкою Римської курії, Священної Римської імперії та Ганзейської унії, вони підкорили дві третини Лівонії (1207 року було проголошене теократичне князівство Терра Маріана у складі Священної Римської імперії, що з 1215 року стало підпорядковуватися Святому Престолу). Ситуативними союзниками німецьких хрестоносців виступали скандинавські королівства Данія і Швеція, та руські князівства Псков і Новгород. Вони вели боротьбу за північну частину Лівонії, яку остаточно підкорили данці. Противниками хрестоноців та їхніх союзників були автохтонні язичницькі угро-фінські (ліви, ести) та балтійські (земгали, латгали, курші, сели, литовці) племена. На початку хрестового походу на боці язичників виступало руське Полоцьке князівство та його уділи. Похід завершився утвердженням хрестоносців (німців і данців) в регіоні. Завойовники стали новим панівним класом Лівонії, але більшість тубільного населення залишалися язичниками до XVI століття, до часів Реформації..

## Історія
Християнство принесли в Латвію шведи в IX столітті та данці в XI столітті. У другій половині XII століття до прибалтики почали прибувати німецькі купці, що використовували старий торговий шлях із варяг у греки для торгівлі з Візантією. На той час чимало латвійців уже прийняли хрещення. Майнгард Зегеберзький прибув у Лівляндію 1184 року із завданням навернути лівонців. 1186 року його посвятили в єпископи.
Лівонці тоді платили данину Полоцькому князівству, на їхні землі часто нападали південні сусіди земгали, тому вони вітали саксонців як можливих союзників. Каупо вихрестився у 1189 році першим серед визначних лівонців.

### Війна з лівами й латгалами (1198–1209)

Балтійські племена на початку XIII столітті

1193 року папа Целестин III закликав до хрестового походу проти поган у Північній Європі. Коли спроби мирного навернення не дали результатів, Майнгард споробував застосувати силу, але й це не вийшо. Він помер у 1196, нічого не добившись. Його наступник, єпископ Бертольд прибув 1198 року на чолі значного загону хрестоносців. Але він майже одразу ж загинув у битві, де його сили зазнали поразки.
Щоб помститися за смерть Бертольда, папа Іннокентій III оголосив буллу, в якій закликав до хрестового походу проти лівонців. 1199 року на єпископа був висвячений Альберт Ризький. Він висадився із значними силами й встановив у Ризі свій форпост. 1202 року він заснував Орден мечоносців, покликаний силою навернути лівів до християнства. Іншим, не менш важливим, завданням Ордену був захист німецьких торговців.
З посиленням німецького контролю зростав опір лівонців. Проте 1206 року сили Каупо зазнали поразки під Турайдою, й єпископ оголосив, що навернення відбулося. Каупо залишався союзником хрестоностців аж до загибелі у битві Дня св. Матвія 1217 року.
До 1208 року енергійна кампанія Альберта привела до захоплення важливих торгових постів на Даугаві: Саласпілса, Кокнесе, Селпілса. Того ж року правителі літгальських областей  Талава, Сатекле та Аутіне встановили з Орденом союз, що дало змогу розпочати спорудження замку Цесіс та зведення кам'яних мурів у замку Кокнезе замість дерев'яних. 1209 року Альберт захопив латгальске князівство Єрсіка, полонивши дружину правителя літгалів Вісвалдіса. Вісвалдіс змушений був скоритися Альберту, віддати йому свої землі, отримавши тільки частину їх як лен. Ослаблена у війнах із естонцями й росіянами Талава стала васальним володінням ризького архієпископства у 1214 році, а в 1224 була розділена між архієпископством і Орденом.

### Війна з естами (1208–1227)

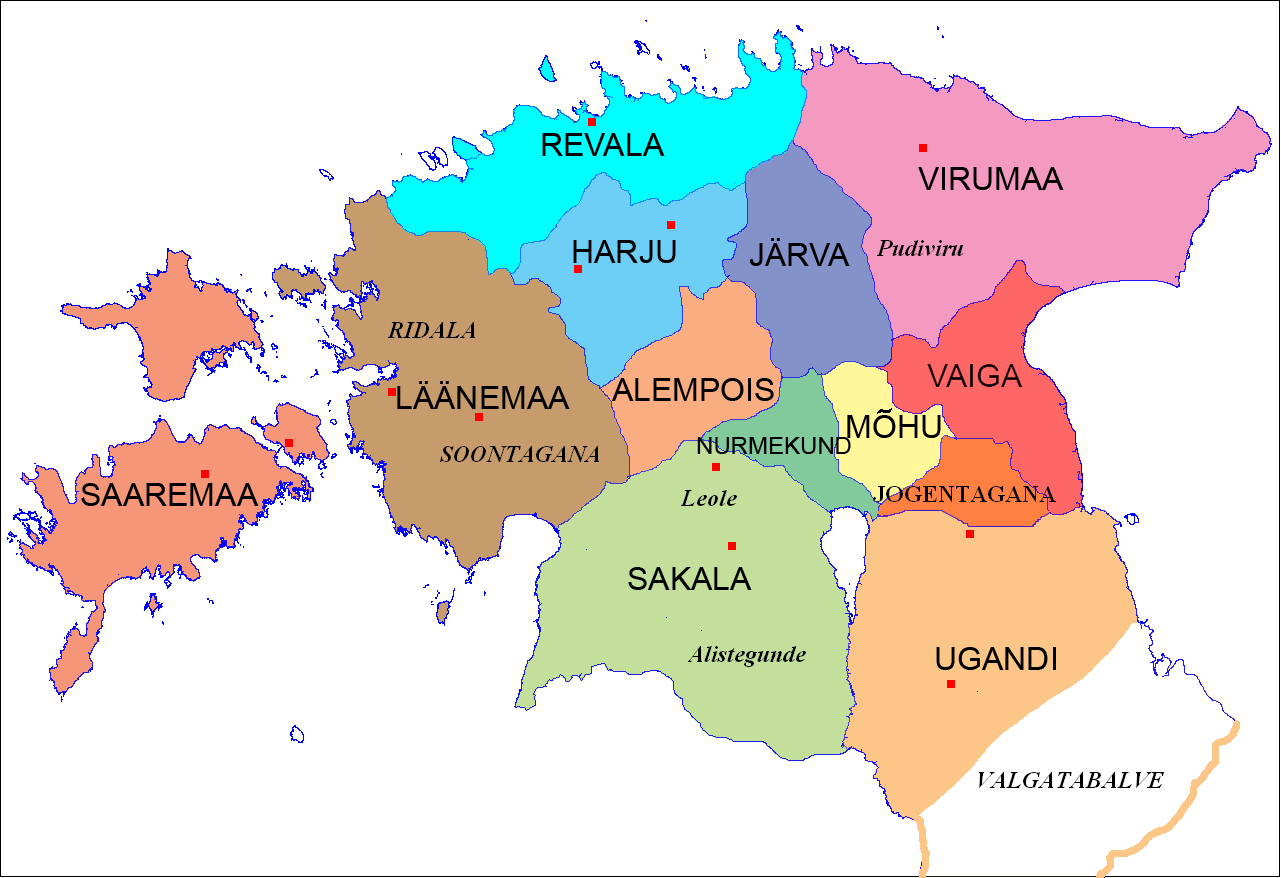
Області Естонії

До 1208 року хрестоносці набрали достатньо сил для війни проти естів, які на той час були розділені на 8 великих і кілька менших територій, на чолі кожної з яких стояв старійшина. З допомогою нещодавно невернених лівів та латгілів хрестоносці розпочали рейди в південні естонські області Сакалу а Угаунію. Ести відбивалися відчайдушно й самі здійснювали напади на підконтрольні хрестоносцям території. Упродовж 1208–27 років загони усіх сторін грабували землі Лівонії, Латгалії та Естонії, а ліви, латгальці й руські сили з Новгорода допомагали то тій, то іншій стороні. Городища із земляними фортифікаціями, які служили осередками територій естів, бралися в облогу, захоплювалися й кілька разів переходили з рук у руки. На три роки (1213–1215) вороги уклали перемир'я, яке виявилося вигіднішим для німців. Хрестоносці укріпили своє політичне положення, тоді як ести не змогли організуватися в централізовану державу й залишалися роздробленими. Центральною фігурою супротиву був, як відзначали 1211 року німецькі хроніки, Лембіту з Лехоли, старійшина Сакали. Вождь лівів Каупо загинув у битві Дня св. Матвія біля Вільянді 21 вересня 1217 року, але Лембіту теж загинув, а битва завершилася розгромом естів. 

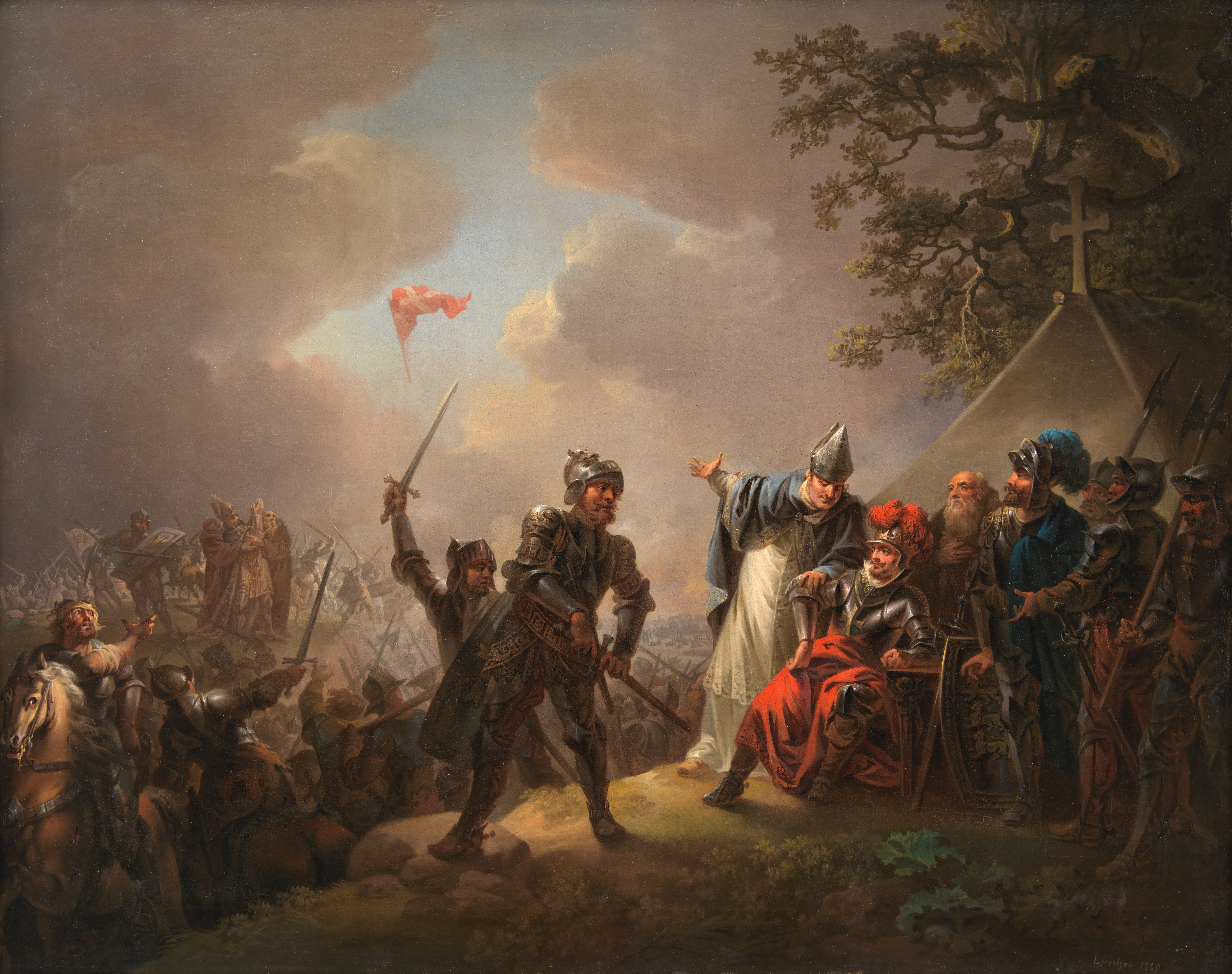
Прапор Данії падає з неба під час битви при Лінданіссі, 1219.

Данія та Швеція теж прагнули розширитися на східні береги Балтики. 1218 року Альберт звернувся до короля данського Вальдемара II за допомогою, але Вальдемар віддав перевагу угоді з Орденом. 1219 року він отримав перемогу в битві при Лінданіссі в Ревелії. З цією битвою пов'язана легенда про походження прапора Данії. Вальдемар одразу ж звів Данський замок, який ести безуспішно намагалися обложити у 1220 та 1223 роках. Шведський король Юхан I намагався встановити шведську пристутність у Ляянемаа, але його сили були розбиті еселянами у битві при Лігулі в 1220 році.  Ревелія, Гар'юмаа та  Вірумаа, тобто вся північна Естонія опинилися під данським контролем. Було проголошено створення Князівства Естонії, а король Данії додав до свого титулу ще й титул Князя Естонії.
1223 року ести підняли повстання і захопили всі християнські твердині, крім Таллінна, знищивши захисників. Але вже до 1224 хрестоносці оволоділи більшими з фортець, крім Тарбати, яку обороняв відчайдушний гарнізон естів разом із 200 руськими найманцями. Русичів очолював В'ячко, якому Новгородська республіка обіцяла замок і прилеглі землі, «якщо він зуміє їх для себе завоювати». Врешті-решт хрестоносці захопили Тарбату в серпні 1224, перебивши всіх захисників. На початку 1224 імператор Фрідріх II проголосив у Катанії, що Лівонія, Пруссія, Самбія та сусідні з ними провінції віднині вважатимуться імперськими, тобто підпорядкованими безпосерньо Римо-Католицькій церкві й Священній Римській імперії, а не залишатимуться під юрисдикцією місцевих правителів. У кінці року папа Гонорій III оголосив призначення Гійома Моденського єпископом та папським легатом у Лівонії, Пруссії та інших землях.
1224 року Орден мечоносців укріпився у Вільянді, де ще й досі збереглися стіни замку магістра Ордену. Іншими твердинями мечоносців були Цесіс, Сігулда та Айзкраукле. У цей час були написані «Хроніка Лівонії», одна за найвизначніших пам'яток середньовічної літератури. Можливо, вона призначалася для Гійома Моденського як звіт з історії церкви у Лівонії. У «Хроніці» згадується, що 1226 року Гійом Моденський провів у твердині Тарванпе успішні переговори, встановивши мир між німцями, данцями й віронянами.

### Війна з Сааремаа (1206–1261)

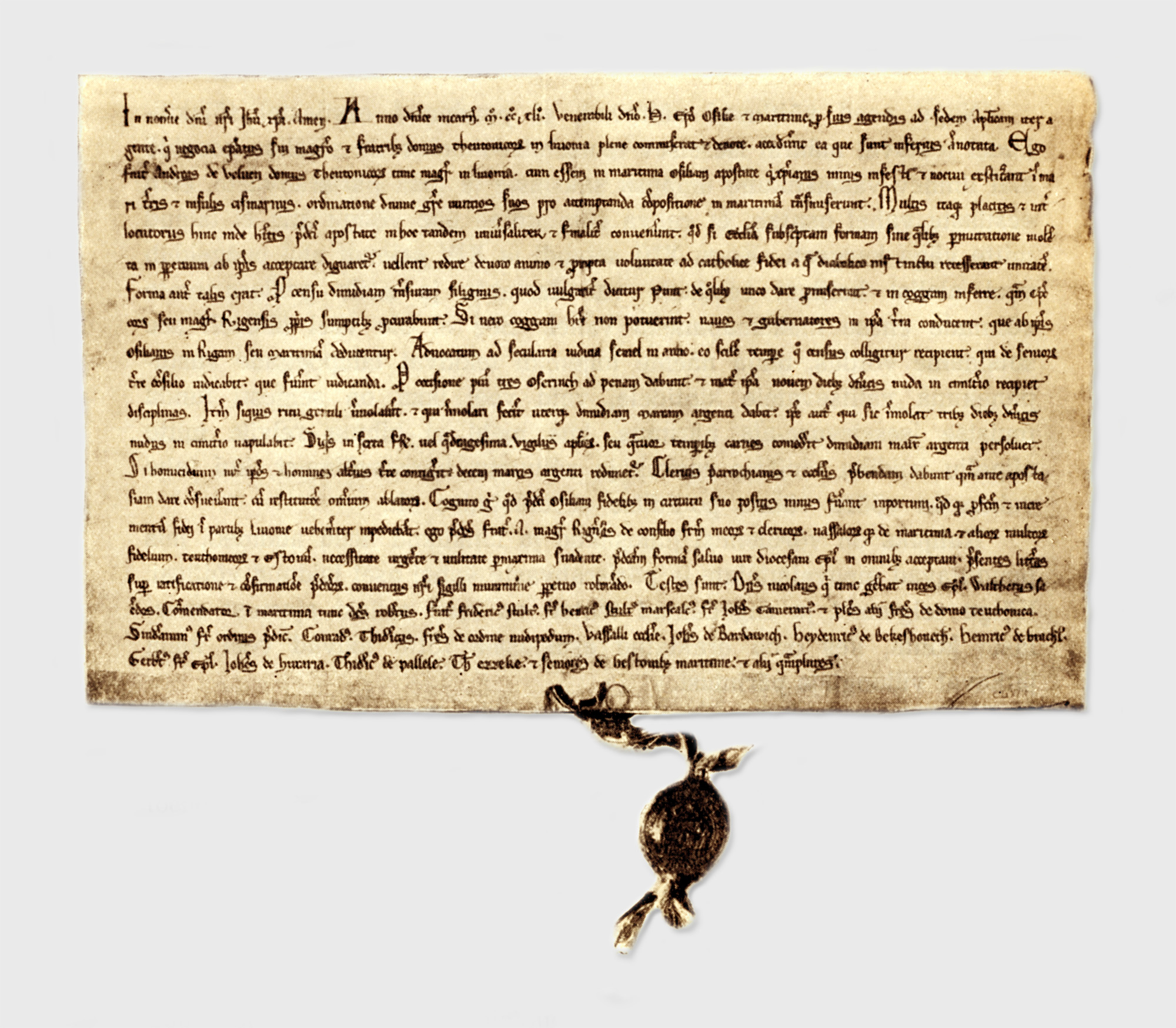
Договір 1241 року між Лівонським орденом, Езель-Вікським єпископством та езелянами. Національний архів Швеції

Останнім краєм естів, що ще тримався проти загарбників був острів Сааремаа (Езель). Упродовж років боротьби з німецькими хрестоносцями його кораблі продовжували здійснювати рейди в Данію й Швецію.
1206 року данське військо на чолі з королем Вальдемаром II та єпископом лундським Андреасом висадилися на Сааремаа й спробували утвердитися там, але зазнали невдачі. 1216 року мечоносці та сили єпископа Теодоріха перейшли на острів через замерзле море. Наступної весни езельці завдали удару у відповідь, напавши на підконтрольні німцям прибережні землі. 1220 року шведське військо під проводом короля Юхана I та єпископа лінчепінзького Карла Маґнуссона захопила західноестонські Ліхулу й Роталію. Того ж року езельці напали на шведську твердиню й перебили увесь гарнізон включно з єпископом лінчепінзьким.
1222 року данський король Вальдемар II вдруге спробував заювати Сааремаа, і цього разу залишив на острові добре укріплений гарнізон. Езельці взяли твердиню в облогу, й гарнізон склав зброю через п'ять днів. Йому дозволили повернулися в Равель, проте брата Альберта Ризького Теодоріха залишили заложником. Укріплення були знесені.
1227 року Орден мечоносців, місто Рига й ризький єпископ організували спільний похід на Сааремаа. Після того як дві найбільші твердині езельців Муху й Вальяла здалися, острів'яни формально прийняли християнство. Втім Після поразки Ордену мечоносців у битві при Сауле 1236 року на Сааремаа знову почалася війна.
1241 року езельці прийняли християнство ще раз, підписавши договір з магістром Лівонського ордену Андреасом де Вельвеном та Езель-Вікським єпископством. Новий договір 1255 року підписали магістр Ордену Анно Зангергаузенн, а від езельців старійшини. За цим договором езельці отримали деякі особливі права щодо власності й наслідування землі, суспільного порядку й практикування релігії.
Нове повстання відбулося 1261 року. Езельці знову відреклися від християнства й убили всіх німців на острові. Коли об'єднані сили Лівонського ордену, Езель-Вікського єпископства й естонських данців разом із континентальними естами й лівами розбили езельців і захопили їхню твердиню Каарма, було укладено новий договір. Незабаром Лівонський орден збудував кам'яний замок у Пейде.
Нове повстання езельців розпочалося 24 липня 1343 року. Вони вбили всіх німців на острові, втопили священників й взяли в облогу замок Пейде. Гарнізон здався, і всі захисники замку були перебиті, а замок знесли. У лютому 1344 Бурхард фон Дрейлебен пішов на острів у похід через вкрите кригою море. Йому вдалося підкорити укріплення езельців і повісити їхнього лідера Вессе. На початку весни 1345 року наступний похід Лівонського ордену завершився підписанням угоди, про яку залишилися згадки у Хроніках Германна фон Вартберге та в Першому новгородському літописі. Сааремаа залишався васалом магістра Лівонського ордену та Езель-Вікського єпископства до 1599.

### Війна з куршами, земгалами і жемайтами (1219—1290)

Лівонія станом на 1260 рік.

Після підкорення естів, хрестоностці пішли війною на куршів (1242—1267) та земгалів (1219—1290). Ці прибалтійські племена жили на південь і на захід від Даугави. Земгали були етнічно споріднені з жемайтами і пов'язані з ними політично. Відтак, жемайти і литовці часто виступали їх союзниками у боротьбі із завойовниками. У відповідь у 1234 хрестоносці Тевтонського ордену і меченосців оголосили об'єднання у «вічну лігу», направлену проти жемайтів і литовців, після чого набіги на них хрестоносців почастішали.
У 1236 мечоносці вирішили провести «розвідку боєм» і рушили у хрестовий похід на жемайтів, однак об'єднане військо жемайтів і земгалів на чолі з князем Вікінтом здобуло важливу перемогу при Сауле. Внаслідок розгромної поразки, Орден мечоносців було дуже ослаблено, він був реорганізований і остаточно підпорядкований Тевтонському ордену під новою назвою «Лівонський орден», а латисько-литовські племена отримали перепочинок.
Наприкінці 1250-х хрестоносці поновили наступ і жемайти з куршами знову здобули перемогу при Дурбе у 1260. Проти хрестоносців виступила Литва. Втім, у 1267 хрестоносці змогли завоювати куршів і, попри важку поразку в битві при Гарозою 1287, остаточно підкорили земгалів у 1290. Не завойовані південні землі цих племен відійшли до Великого Литовського князівства.

## Наслідки
Завоювання супроводжувалося христианізацією всіх місцевих племен, хоча християнська література і літургії рідними мовами прибалтійців з'явилися лише в період Реформації, тобто в XVI столітті.
Усі землі папський легат Гійом Моденський розділив на 6 провінцій: Ризьке архієпископство, Курляндське єпископство, Дерптське єпископство, Езель-Вікське єпископство, землі Ордена мечоносців та територію прямого правління данського короля, герцогство Естонське.
1227 року Орден мечоносців звоював усі данські території в Північній Естонії. Після битви при Сауле 1237 року залишки Ордену влилися в Тевтонський орден, і стали називатися Лівонським орденом. 7 червня 1238 року за Стенсбійською угодою тевтонські лицарі повернули герцогство Естонське данському корою Вальдемару II, у володінні якого воно залишалося до 1346 року, коли, після повстання Юр'ївої ночі землі були продані Ордену й стали частиною Держави Тевтонського ордену.

### Історичні джерела
- Мацей Стрийковський. Хроніка польська, литовська, жмудська і всієї Русі. — Королевець (нині Калінінград, РФ), 1582. Переклад російською мовою (Игнатьев А., 2014)